# 土一揆
土一揆是日本室町時代中後期的一揆民變，主要是受不了苛捐杂税的农民或小商人，为了要求政府实行免去高利贷债务的“德政令”进行的政治请愿或起义，此類土一揆稱為德政一揆或德政暴動。
室町時代中期商品經濟得到發展，但貧困農民也隨貨幣經濟發展而增多，經營高利貸業的機關以抵押土地和動產為條件實行高利貸，造成大量農民和小商人傾家蕩產，矛盾逐漸激化，產生農民要求政府取消高利貸的德政令而發動的一揆。
著名的土一揆有1428年正長土一揆、1441年嘉吉德政一揆、1457年長禄土一揆，1478年及1480年的山城土一揆等。幕府基本答應了一揆者的要求，足利義政執政年間便頒布德政令13次。